# Tálero de María Teresa

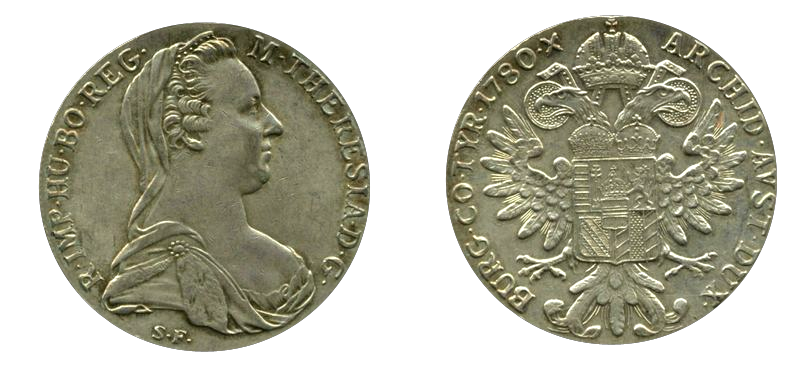
Ejemplar de la moneda.

El tálero de María Teresa (MTT) es una moneda de plata, que se ha utilizado en el comercio mundial continuamente desde que se acuñó por primera vez en 1741. Fue nombrada en homenaje a la emperatriz María Teresa, que gobernó Austria, Hungría y Bohemia, desde 1740 hasta 1780. En los países de habla alemana, a raíz de una reforma ortográfica de fecha 1901 que entró en vigor dos años después, “Thaler” pasó a escribirse “Taler” (aunque la ortografía del “Teresa” no se vio afectada por motivos del origen griego).
Desde 1780, la moneda ha sido acuñada sin cambiar la fecha antes mencionada. El 19 de septiembre de 1857, el emperador Francisco José de Austria declaró al tálero de María Teresa como moneda de comercio oficial. Un poco más de un año después, el 31 de octubre de 1858, esta divisa perdió su estatus de moneda en Austria.

## Producción
Las casas de la moneda que han acuñado esta moneda son las siguientes: Birmingham, Bombay, Bruselas, Londres, París, Roma y Utrecht, además de las casas de moneda de Habsburgo en Günzburg, Hall, Karlsburg, Kremnica, Milán, Praga y Viena. Entre 1751 y 2000, unos 389 millones de táleros fueron acuñados. Estas diferentes casas de moneda han tenido variantes en sus monedas producidas tales como alteraciones leves en la Cruz de San Andrés, o la flor, que parece como una X, en la parte superior izquierda del reverso de la moneda. En 1946, la Casa de Moneda de Viena rescindió todos los derechos a los gobiernos extranjeros que les permitían emitir dichas monedas, posteriormente, la Casa de Moneda de Viena ha producido más de 49 millones táleros.

## Circulación
Fue una de las primeras monedas utilizadas en los Estados Unidos y probablemente contribuyó, junto con el dólar español, a la creación del dólar como unidad monetaria de los Estados Unidos.
El Tálero de María Teresa llegó a ser usado como moneda en grandes partes de África hasta después de la Segunda Guerra Mundial. Era más frecuente su uso en norte de África, en Somalia, Etiopía, Kenia, Tanzania y Mozambique. Su popularidad fue tal en la región del Mar Rojo, que los comerciantes llegaron al extremo de no aceptar otra moneda. El gobierno italiano presentó una moneda similar con la esperanza de sustituir el tálero de María Teresa, pero fue rechazada.
También circuló mucho en la región árabe, especialmente en Arabia Saudita, Yemen y Omán. También el tálero circuló en la India. Durante la ocupación japonesa de Indonesia en la Segunda Guerra Mundial, la gente prefirió el dinero emitido por las fuerzas de ocupación antes que los táleros falsos emitidos por la Office of Strategic Services.